# He Yanwen
He Yanwen (chiń. 何 燕雯 ur. 29 września 1966 w Zhaoqing) – chińska wioślarka. Brązowa medalistka olimpijska z Seulu.
Zawody w 1988 były jej pierwszymi igrzyskami olimpijskimi. Wywalczyła brąz w ósemce. W czwórce bez sternika triumfowała na igrzyskach azjatyckich w 1990. Brała udział w igrzyskach olimpijskich w 1992.